# Lijst van meren in 's-Hertogenbosch
Dit is een lijst van meren in 's-Hertogenbosch.
- Engelermeer
- Engelsche gat
- Ertveldplas
- Fransche Wielen
- IJzeren Kind
- IJzeren Vrouw
- De Koornwaard
- Noorderplas
- Oosterplas
- Ploossche Plas
- Rosmalense Plas
- Stenen Kamer Plas
- Waterplas
- Zuiderplas